# Heterorachis
Heterorachis är ett släkte av fjärilar. Heterorachis ingår i familjen mätare.

## Dottertaxa tillHeterorachis, i alfabetisk ordning[1]
- Heterorachis abdita
- Heterorachis acuta
- Heterorachis amplior
- Heterorachis asyllaria
- Heterorachis bilobata
- Heterorachis carpenteri
- Heterorachis conradti
- Heterorachis defossa
- Heterorachis despoliata
- Heterorachis devocata
- Heterorachis diaphana
- Heterorachis dichorda
- Heterorachis diphrontis
- Heterorachis disconotata
- Heterorachis furcata
- Heterorachis fuscoterminata
- Heterorachis gloriola
- Heterorachis haploa
- Heterorachis harpifera
- Heterorachis idmon
- Heterorachis insolens
- Heterorachis insueta
- Heterorachis lunatimargo
- Heterorachis malachitica
- Heterorachis melanophragma
- Heterorachis mozambica
- Heterorachis perviridis
- Heterorachis platti
- Heterorachis prouti
- Heterorachis reducta
- Heterorachis roseifimbria
- Heterorachis schmassmanni
- Heterorachis simplex
- Heterorachis simplicissima
- Heterorachis soaindrana
- Heterorachis suarezi
- Heterorachis tanala
- Heterorachis tornata
- Heterorachis trita
- Heterorachis tsara
- Heterorachis turlini
- Heterorachis ultramarina
- Heterorachis viettei